# Джоан Барклай
Джоан Барклай (англ. Joan Barclay; 31 августа 1914 — 22 ноября 2002) — американская киноактриса, активная в 1930—1940-х годах. Начав карьеру в эпоху немого кино, она также снималась в клиффхэнгерах и в фильмах категории B.

## Биография

### Ранняя жизнь и карьера
Родилась под именем Мэри Элизабет Грир в Миннеаполисе, в штате Миннесота. Её семья перебралась в Калифорнию, когда она была ещё ребёнком, из-за своей матери, нежелающей жить на севере. Перебравшись в Голливуд, чтобы начать актёрскую карьеру, в возрасте 13 лет получила свою первую роль «Джерейн Грин» в фильме 1927 года Гаучо с Дугласом Фэрбексом и Лупе Велес в главных ролях. Это был единственный «немой фильм» в кинокарьере актрисы. В 1930 она вновь появилась в роли Джерейн Грин в фильме Король джаза. С 1932 по 1935 годы, снялась в тринадцати фильмах.

### Карьера в Би-фильмах
В 1936 году её карьера пошла на взлёт, когда она начала сниматься в вестернах вместе с такими актёрами ковбойских фильмов как, Том Тайер, Хут Гибсон и Том Кин. Её первая роль в вестернах была вместе с Томом Тайером в фильме В бой, за которым потом последовали Междоусобица на Западе вместе с Хутом Гибсоном, Глори Трейл вместе с Томом Кином и Люди равнин вместе с Рексом Беллом. Все они были сняты в 1936 году. В то же время она синмалась в других фильмах категории B, которые не были вестернами, включая криминальную драму 1936 года Тюремные тени с Люсиль Ланд и Эдвардом Дж. Ньюджентом в главных ролях, и в приключенческом фильме Фантомный патруль с Кермитом Майнардом в главной роли.
С 1936 по 1939 годы Барклай снялась в главных и второстепенных ролях в тридцати четырёх фильмах категории B, большинство из которых — вестерны, телесериалы. В большинстве из этих фильмов она играла роль героинь-антагонисток. Во второй половине 1930-х годов она снялась вместе с такими актёрами ковбойских фильмов как, Слим Уитакер, Тим Маккой, Бен Корбетт, Текс Флетчер и снова с Эдвардом Дж. Ньюджентом в приключенческом фильме Остров пленных.

### Поздние годы
К 1940 году Барклай снималась в шесть фильмов в год. С 1940 по 1945 годы появилась в тридцати четырёх фильмах. Тем не менее, к 1943 году она начала получать все больше и больше ролей. В 1944 году снялась в шести фильмах; в четырёх из которых была указана в титрах. В 1945 году снялась в детективе с участием персонажа Чарли Чена Шанхайская кобра. Это был её последний фильм.

## Личная жизнь и смерть
Была замужем три раза и имела двоих детей от своего второго мужа Лероя Хиллмана. Её последний брак был с Джорджем Салливаном, с которым она оставалась вплоть до самой своей смерти. Супруги перебрались в Палм-Дезерт, где актриса скончалась 22 ноября 2002 года в возрасте 88 лет.

## Избранная фильмография
- Вражда на Западе[англ.] (1936) Молли Хендерсон
- Небесный рэкет[англ.] (1937)
- Вокруг света (1943) (в титрах не указана)
- Новобранцы в Бирме[англ.] (1943) Конни
- День дам[англ.] (1943) Джоан Самуельс
- Бомбардировщик (1943)
- Сокол в опасности (1943)
- Шаг Лайвли (1944)
- Музыка в Манхэттене[англ.] (1944) Девушка в хоре
- Дикая молодёжь[англ.] (1944)
- Сокол вне Запада[англ.] (1944) Миссис Ирвин
- Шанхайская кобра[англ.] (1945) Пола Уэбб